# HI TECH
HI TECH (ibland: Högskoleingengörernas Teknologkår) är studerandeföreningen vid Jönköping School of Engineering and Technology. Studerandeföreningen bildades 1986, nio år efter högskolans bildande,  för utbildningsbevakande syfte. Under årens lopp har mycket förändrats och idag ansvarar HI EDUCATION för utbildningsbevakande samt för studenters trivsel på det som en gång var Yrkestekniska högskoleutbildningen som nu har utvecklats till Tekniska Högskolan i Jönköping.
HI TECH är därigenom idag en helomfattande studerandeförening med sexmästeri, kvalitetskommitté och andra verksamheter. Under 2013 påbörjades arbetet med att ta fram en ny grafisk profil åt HI TECH som under våren 2014 lanserades både en ny logotyp och webbplats. HI TECH bytte även sitt huvudsakliga kommunikationsspråk till engelska vilket bland annat märks på webbplatsen, i sociala medier och på styrelsemedlemmarnas nya titlar. Under höstterminen 2018 började sexmästeriet HI LIFE hålla regelbundna sittningar på engelska. Fackkårens medlemmar kallas JTH:are eller gulbyxor efter sina gula overaller.
HI EDUCATION är ett kvalitetsförsäkrande organ och ansvarar för att kontrollera studiekvaliteten vid JTH.
HINT är den internationella kommittén för HI TECH. De jobbar med integration och kulturmöten vid JTH.
HIKE är en social kommitté och anordnar bland annat resor, sycirklar (för overallerna) och en mängd andra sociala aktiviteter.
HI LIFE är sexmästeriet vid Jönköping School of Engenering and Technology.
HI WORK är en ny kommitté som lanseras under hösten 2018.